# Удивительная лёгкость
«Удивительная лёгкость» (англ. Amazing Grace) — художественный фильм режиссёра Майкла Эптеда, вышедший на экраны в 2006 году. Название фильма отсылает к христианскому гимну «Amazing Grace» («О, благодать»), который звучит в фильме.

## Сюжет
Действие происходит в конце XVIII — начале XIX века. Британская империя является одним из крупнейших государств-работорговцев в мире. Молодой парламентарий Уильям Уилберфорс решает изменить эту порочную практику. Он знакомится с бывшим рабом Олаудой Эквиано и другими аболиционистами. Год за годом он вносит в парламент законопроект об отмене рабства и раз за разом терпит неудачу. Когда он впадает в крайнее отчаяние, судьба сводит его с молодой женщиной Барбарой Спунер, которая вдохновляет его на дальнейшую борьбу.

## В ролях
| Актёр                | Роль                   |
| -------------------- | ---------------------- |
| Йоан Гриффит         | Уильям Уилберфорс      |
| Ромола Гарай         | Барбара Спунер         |
| Бенедикт Камбербэтч  | Уильям Питт младший    |
| Альберт Финни        | Джон Ньютон            |
| Майкл Гэмбон         | Чарльз Фокс            |
| Билл Патерсон        | Генри Дандас           |
| Руфус Сьюэлл         | Томас Кларксон         |
| Юссу Н’Дур           | Олауда Эквиано         |
| Киаран Хайндс        | лорд Тарлетон          |
| Тоби Джонс           | Уильям, герцог Кларенс |
| Николас Фаррелл      | Генри Торнтон          |
| Джереми Свифт        | Ричард                 |
| Стивен Кэмпбелл Мур  | Джеймс Стивен          |
| Сильвестра Ле Тузель | Марианна Торнтон       |

## Награды
- В 2008 году фильм получил Премию Святого Христофора за лучший фильм.

## Музыка в фильме
Помимо гимна «Amazing Grace» в исполнении Йоана Гриффита, в фильме звучит музыка Йозефа Гайдна («Opus 64») и Петра Чайковского («Утренняя молитва» из «Детского альбома»).